# Joannes-Baptista Van Severen

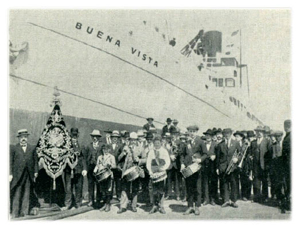
Vaandel Harmonie "Ons Genoegen" door de Weduwe Van Severen, in Vlissingen

Joannes-Baptista (Jean-Baptiste) Van Severen (Ruddervoorde, 1808 - Sint-Niklaas 17 september 1871) was een meester-goudborduurder uit Ruddervoorde.
Hij had een zaak in kerkornamenten, en was gespecialiseerd in de restauratie van laatgotische paramenten. Hij huwde met Monica Vermeulen. Zij hadden 4 kinderen:
- Ludovica Van Severen x Charles-Benedict Loof (goudborduurder)
- Henri Van Severen x Emma Ente
- Edouard Van Severen (goudborduurder)
- Gustave Van Severen (goudborduurder)

In het midden van de 19e eeuw verhuist hij samen met zijn gezin naar Sint-Niklaas. Hij leerde al zijn kinderen het ambacht van goudborduren. Zijn manufactuur Jean-Baptiste Van Severen-Vermeulen had veel klanten. 
Hij stierf in Sint-Niklaas op 17 september 1871. Zijn zoon Henri nam het meesterschap van zijn vader over.